# Inés Lafuente
María Inés de Lafuente (Buenos Aires, 14 de abril de 1944- Buenos Aires, 11 de septiembre de 2015) fue una empresaria y mecenas argentina, hija de Amalita Fortabat, quien fuera mujer del industrial Alfredo Fortabat.

## Biografía
Fue única hija de Amalia Lacroze Reyes y Hernán de Lafuente. Su madre Amalia Lacroze se divorció cuando Inés tenía 2 años. Amalia se volvió a casar con Alfredo Fortabat quién siempre trato a Inés de Lafuente como si fuera su propia hija.
Contrajo matrimonio con Julián Bengolea Madero y luego con Julio Aurelio Amoedo. Fue madre de tres hijos: Julián Alejandro Bengolea, Inés Bárbara Bengolea y Amalia Adriana Amoedo. Su hijo mayor Julián Alejandro Bengolea falleció en abril de 2015.
María Inés estuvo a cargo de la Fundación Fortabat hasta su fallecimiento, la fundación comanda la valiosa colección de arte que pertenecía a su mamá Amalia. La colección es conocida como Museo Fortabat.
Además de la colección artística, la familia se dedicaba a la actividad agropecuaria, ganadera, inmobiliaria y financiera. Dedicó gran parte de su vida a la filantropía.
María Inés de Lafuente durante su vida de empresaria fue: Presidente de Holdtotal S.A., Presidente de COCYF S.A. (Compañía comercial y financiera), Presidente de Estancias Unidas del Sud S.A (agroganadería), Presidente de Estancias Argentinas el Hornero S.A. (agro), Presidente de Didecem S.A. (aerolínea), Presidente de Ghinmiaz S.A. (empresa constructora), Vicepresidente de Estancias del Litoral Camba S.A. (agroganadería), Vicepresidente de Ganadera y Forestal la Casa del Sur S.A. (agroganadería), Directora de Albaram S.A. (radiodifusora), Directora Loma Negra CIASA (cementera), Directora de Cementos San Martín S.A. (cementera), Directora de Cementos del Plata S.A. (cementera), Directora de LOMAX S.A. (hormigones), Directora de Boniface Inc. S.A., Directora de LomaSer S.A. (Servicios a la construcción), Directora de Recycomb S.A. (reciclados)
Fue Presidente de la Fundación Fortabat, de la Fundación Teatro Colón y de la Fundación Policía Federal Argentina. Era Directora además de la Colección de arte Amalia Lacroze de Fortabat. 
Fue la cuarta persona más rica en Argentina. Su fortuna ronda los 1.200 millones de dólares.
Falleció el 11 de septiembre de 2015, a los 71 años. Sus herederos son sus dos hijas mujeres, Bárbara Bengolea y Amalita Amoedo, así como sus nietos Sofía y Alejandro Bengolea, quienes recibirán la parte correspondiente a su padre, fallecido en abril de 2015.
Sus restos descansan en la bóveda de la familia Reyes en el Cementerio de la Recoleta, junto a los restos de su abuela materna, Amalia Reyes de Lacroze.